# Tochigi (Tochigi)
Tochigi (栃木市 Tochigi-shi?) es una ciudad situada en la prefectura de Tochigi, Japón. A pesar de su nombre, no es la capital de la prefectura de Tochigi, la  capital es  Utsunomiya.
A partir de 2014, la ciudad tiene una población estimada de 143 122 y una densidad de 432 habitantes por km ². La superficie total es de 284, 83km ².
La ciudad fue fundada el 1 de abril de 1937.
El 29 de marzo de 2010, la ciudad se fusionó con las ciudades de Fujioka, Ōhira y Tsuga, todas del Distrito de Shimotsuga.
Tochigi se encuentra en la línea de Ryōmō y Tobu Nikkō (Tochigi Estación).